# Минхенбернсдорф
Минхенбернсдорф (њем. Münchenbernsdorf) град је у њемачкој савезној држави Тирингија. Једно је од 61 општинског средишта округа Грајц. Према процјени из 2010. у граду је живјело 3.140 становника. Посједује регионалну шифру (AGS) 16076049.

## Географски и демографски подаци
Минхенбернсдорф се налази у савезној држави Тирингија у округу Грајц. Град се налази на надморској висини од 325 метара. Површина општине износи 15,4 km². У самом граду је, према процјени из 2010. године, живјело 3.140 становника. Просјечна густина становништва износи 203 становника/km².